# Margot Bettauer Dembo
Margot Bettauer Dembo (geboren als Margot Bettauer 10. Januar 1928 in Mannheim; gestorben 10. Juli 2019 in New York City) war eine US-amerikanische Übersetzerin.

## Leben
Margot Bettauers Familie emigrierte nach der Machtübergabe an die Nationalsozialisten 1933 in die USA. Bettauer heiratete 1954 Joseph Dembo und zog drei Kinder groß. Danach arbeitete sie als freie Verlagslektorin für den Verlag W. W. Norton und für das American Museum of Natural History. Sie lebte in Toms River, New Jersey und zog später nach Ancramdale im Staat New York.
Bettauer Dembo übersetzte Poetik und Sachliteratur aus dem Deutschen ins Englische. Außerdem übersetzte sie historische Dokumente aus dem Zweiten Weltkrieg. Sie arbeitete auch für die Zeitschriften Granta und No Man's Land.
Unter ihren Übersetzungen sind Werke von Zsuzsa Bánk (Der Schwimmer), Vicky Baum, Kristina Dunker, Ruth Elias, Joachim Fest, Robert Gernhardt, Jost Hermand, Judith Hermann, Ödön von Horvath, Hermann Kant, Olaf Georg Klein, Roma Ligocka, Hans-Joachim Maaz, Solomon Perel und Feridun Zaimoglu. Sie übersetzte das Filmskript für den Dokumentarfilm The Restless Conscience: Resistance to Hitler Within Germany 1933–1945, der 1992 für den Academy Award nominiert wurde, sowie 2002 das Skript von  The Burning Wall, ebenfalls ein Film von Hava Kohav Beller.
Sie erhielt 1994 den Übersetzerpreis des Goethe-Instituts und wurde 2003 für die englische Version von Judith Hermanns Erzählband Sommerhaus, später mit dem  Helen-und-Kurt-Wolff-Übersetzerpreis ausgezeichnet. Zuletzt fertigte sie Neuübersetzungen von Anna Seghers’ Das siebte Kreuz, Transit und Der Ausflug der toten Mädchen für den Verlag der New York Review of Books.